# MGM Grand Adventures
MGM Grand Adventures was een attractiepark dat onderdeel was van MGM Grand hotel en casino in Paradise, Nevada, Verenigde Staten. Het park opende zijn deuren in 1993 en sloot zijn deuren voor het publiek op 4 september 2000 vanwege tegenvallende resultaten..
Het oorspronkelijke plan was om een attractiepark voor gezinnen met jonge kinderen te creëren. Het overheersende The Wizard of Oz-thema van het hotel en casino zorgde voor het motto "de gele stenen weg te volgen" vanuit het hotel naar de ingang van het park in de achtertuin van het hotel. Het park werd geopend in 1993 samen met de rest van het complex. Met 13,4 ha leek MGM Grand Adventures op een verkleinde versie van parken als Disney's Hollywood Studios en Universal Studios Florida, die als filmstudio waren gethematiseerd. Tijdens een latere uitbreiding van het zwembad van het hotel en andere aangelegen faciliteiten werd het park met 40% verkleind naar 7,6 ha.
In september 2000 werd bekendgemaakt dat het attractiepark zou worden gesloten om plaats te maken voor huizen, appartementen en een vergroot zwembad. Voor 2001 werd het park hernoemd tot The Park at MGM Grand en diende als huurfaciliteit voor bedrijfsbijeenkomsten. Het laatste evenement in het park was een privéfeest voor de fans van Jimmy Buffett tijdens Memorial Day in 2002.
Op 5 december 2002 kondigde MGM Mirage aan dat "The Signature at MGM Grand" het grootste deel van het terrein over zou nemen om er een luxe villa- en hotelcomplex op te bouwen.

## De attracties
MGM Grand Adventures was gebouwd rondom een filmstudiothema en zorgde voor een soort van Disney-ervaring. Het had acht gethematiseerde gebieden waaronder Casablanca Plaza (hoofdingang), New York Street, Asian Village, French Street, Salem Waterfront, Tumbleweed Gulch (later werd het Goldrush Junction), New Orleans Street en Olde England Street. De parkmascottes waren veelal cartoonfiguren zoals Betty Boop en King Looey.
Er waren tien grote attracties, vijf theaters, negen restaurants, drie speelhallen en twaalf souvenirwinkels. De attractielijst bestond uit onder meer:
- Backlot River Tour – Een mix van Disney's Jungle Cruise en Universal Studios Studio Tour, waarin passagiers een tocht maakten in een grote boot langs verschillende fictieve filmsets met special effects zoals geweerschoten, regen en waterkanonnen. De wachtrij was het langste in het park en bood informatie over special effects. Deze attractie werd in 1996 verwijderd door de verkleining van het park.
- Deep Earth Exploration – Deze attractie werd kort na de opening van het park geopend vanwege technische problemen. Het was de eerste attractie in zijn soort door een traditionele darkride met een simulator te laten koppelen. Passagiers stapten in een soort diepe tunnelgraafmachine waarmee ze een reis maakten naar het midden van de aarde, geleid door een animatronic Robot piloot (met de stem van acteur Matt Cates). De rit bevatte een aantal punten waar de ramen van de voertuigen opengingen om de inzittenden te laten kijken naar de special effects langs de route. Deze attractie werd in 1996 verwijderd door de verkleining van het park.
- Lightning Bolt – Een indoor, ruimte gethematiseerde achtbaan ontworpen door Intamin AG. De achtbaan bevatte een 15m hoge bandenoptakeling en had een topsnelheid van 50 km/h. Het eindstuk werd gepromoot als een vlucht over de Las Vegas Strip, wat uiteindelijk een groot model was dat gebouwd was op een vloer naast de remvak. Door de verkleining van het park in 1995/1996 werd deze achtbaan verplaatst naar buiten. Hierdoor moest er een theater genaamd “Rio Grande Cantina” verwijderd worden.
- The Haunted Mine – Een traditionele darkride waarin passagiers in een mijnwagen stapte om een reis te maken in een verlaten mijn. Het thema was dat de mijn vervloekt zou zijn door een indiaan en dat alle mijnwerkers vervloekt waren om voor eeuwig in de mijn te blijven ronddwalen. Deze attractie werd in 1996 gesloten door onbekende redenen.
- Grand Canyon Rapids – Een Intamin AG rapid river-type attractie gethematiseerd als een reis langs de Colorado met animatronic goudzoekers, geisers en andere special effects.
- Over the Edge – een Intamin AG boomstamattractie die de bezoekers meevoerde door een oude Amerikaanse zaagmolen met twee drops van 9 m en 13,5 m.
- Parisian Taxis – Botsauto’s op de straten van Parijs. Opmerkelijk aan deze attractie was dat in vergelijking met Nederlandse botsauto’s, deze attractie een middenberm bevatte en passagiers linksom moesten rijden in plaats van alle kanten op.
- Pirates' Cove – Een buitentheater met 950 zitplaatsen, een piratenschip en een lagune. Dit was de thuisbasis van de "Dueling Pirates Stunt Spectacular".
- Magic Screen Theatre – Binnentheater dat plaats bood aan verschillende shows, waaronder BMX Grind, een stunt show met BMX en inline skating. Het werd geopend met 2 shows; blacklight poppen show genaamd Kaleidoscope en een live recreatie van The Three Stooges.
- King Looey Theatre (later Manhattan Theatre) – Binnentheater dat plaats bood aan verschillende shows, waaronder een ijsschaats spektakel met King Looey in de hoofdrol. Deze attractie werd in 1996 verwijderd door de verkleining van het park.
- You're in the Movies (later Gold Rush Theatre) – Binnentheater dat plaats bood aan verschillende shows.
- Sky Screamer – Een skycoaster of bungeejump die de bezoekers met hoge snelheid over de lagune laat vliegen.

## Veranderingen
In de loop der jaren kreeg het park verschillende veranderingen. Het park werd geopend met een redelijk hoge entreeprijs, in vergelijking met standaardprijzen in 1993, van $25 voor ouders die geen gasten waren van het hotel. In de loop der tijd werd de prijs verlaagd om te matchen met het aanbod aan attracties en om de opkomst te verhogen. Hoewel het park geopend werd als een hele jaar rond attractie, werd het park de laatste paar jaar van opening toch seizoensgebonden open gehouden.
Promoties zoals Zomernachtconcerten en Springbreakevenementen werden gehouden om meer bezoekers te trekken. Ook werden er tijdens die evenementen extra attracties toegevoegd, zoals bungeejumpen en cakewalks.
Het populairste evenement dat door het park werd gehouden was "Scream Park". Dit Halloween gethematiseerd evenement werd enkele jaren tijdens de maand oktober gehouden. Dit aparte entreeprijs evenement was inclusief enkele spookhuizen in en rondom de attracties van het park. In feite werden zelfs enkele attracties geheel omgezet in het thema zoals special shows.
In een poging om enkele spannende attracties in het park te plaatsen werd in 1996 de ‘‘Sky Screamer toegevoegd’’ aan het park. Het is een 96 m hoge ‘‘skycoaster’’ of bungeejump. Passagiers worden in harnassen gestopt en omhoog getild langs een 69 m hoge lanceertoren waar ze dan aan een touwtje kunnen trekken om losgemaakt te worden en in beweging worden gezet tot een snelheid van 110 km/h. De attractie was geplaatst boven een lagune waar eerst een oude grote stoomboot stond wat diende als snackbar. Toentertijd was het bekend als grootste bungeejump ter wereld. Het resultaat was een grote toren dat overall in het park te zien was. ’s Nachts werd de toren verlicht in dezelfde groene kleur als het hotel wat zorgde voor een indrukwekkend beeld.
Gedurende de tijd werd het attractieaanbod steeds verandert. Vooral door de uitbreiding van het zwembad van het hotel en enkele bijeenkomstfaciliteiten. Deze veranderingen betekende ook dat de ingang tot het park drastisch werd veranderd en nu bestond uit een lange looppad vanaf het hotel, wat het park geheel apart bestaan leek te krijgen.
De 40% verkleining in oppervlakte bracht de verwijdering van Backlot River Tour, Deep Earth Exploration en Manhattan Theatre met zich mee. Hoewel onaangetast door de verkleining werd The Haunted Mine ook gesloten.
Lightning Bolt (nu geplaatst in Granite Park) werd naar buiten verplaatst naar een voormalig speciale evenemententerrein in de noordwesthoek van het park. Later werd de attractie uitgebreid door Arrow Dynamics om een tweede optakeling te krijgen van 21 m en een verlengde baan over de Grand Canyon Rapids.
Voor een korte periode kwamen ook andere tijdelijke kleine attracties, waaronder een Chance Rides Zipper, Reuzenrad en een Chaos. Geen van deze attracties bleven lang maar hielpen wel mee om het attractieaanbod te verhogen.
Een andere toevoeging aan het park was in de vorm van een ‘’Avontureneiland’’. Dit was een eiland gecreëerd vlak bij de fundering van Sky Screamer. Het was de thuisbasis van enkele kleine attracties zoals waterfietsen, Red Baron vliegtuigenmolen en een Carousel.